# José Mariano Vallejo y Ortega
José Mariano Vallejo y Ortega va ser un matemàtic i polític espanyol, del segle xix.
Cursa estudis a la Universitat de Granada on, malgrat estudiar amb texts antiquats (els elements de Christian Wolff), pren gust per les matemàtiques.
El 1799 es trasllada a Madrid, on seguirà estudis a l'Escola de Belles Arts de San Fernando, sota la direcció d'Antonio Varas que havia substituït com a catedràtic de matemàtiques d'aquesta institució a Benito Bails, mort dos anys abans. Els texts de Bails eren, aleshores, els texts estàndard dels estudiants espanyols de matemàtiques.
L'any 1801, sent encara estudiant, és nomenat professor substitut de la institució degut als seus mèrits i a les dissertacions presentades en aquell mateix any.
En finalitzar 1802, obté la càtedra de matemàtiques del Real Seminario de Nobles de Madrid, càrrec en el qual romandrà fins al 1809. Aquesta és, per a Vallejo, una època de creació matemàtica i de preocupació pedagògica. També es comença a comprometre amb els ideals polítics lliberals.
El 1809, en començar la Guerra de la Independència Espanyola es trasllada a Cadis, ciutat assetjada per les tropes franceses, on és nomenat diputat de les Corts de Cadis càrrec que ostentarà d'abril a setembre de 1813. Malgrat aquesta breu estança en el càrrec, la seva independència ideològica el portarà a enfrontaments amb Argüelles i Mejía Lequerica.
Acabada la guerra i havent tancat el Seminario de Nobles, Vallejo canalitza la seva creació científica a través de la Reial Acadèmia de Ciències de Barcelona i de la Societat Econòmica d'Amics del País de Madrid en les que ingressa el 1813 i el 1814 respectivament.
Durant el Trienni Liberal (1820-1823) torna a l'activitat política destacant-se en assumptes referits a la instrucció pública. La fi d'aquest període significarà la seva marxa a l'exili: primer a Londres i després a París. Tant a una com a altra ciutat es guanyarà la vida donant classes de matemàtiques i també aprofitarà per a millorar i posar al dia els seus coneixements científics i tècnics.
Retorna a Espanya el 1829 i reedita obres seves anteriors introduint els seus nous coneixements, especialment visibles en Càlcul diferencial i integral en els que destaca la influència de Cauchy, Poisson i Fourier.
El 1834 torna a la Dirección General de Estudios on estarà encarregat d'elaborar un nou pla d'estudis. També dedica força temps i esforços a resoldre el problema del subministrament d'aigua a Madrid, tema que havia començat a estudiar el 1819. És membre fundador del Ateneo de Madrid i president de la seva secció tercera (ciències).
També és membre de la Academia de Ciencias Naturales i president de la seva secció de Matemàtiques.
Mor a Madrid el quatre de març de 1846.

## Obres
- 1806. Aritmética para niños
- 1806. Adiciones a la Geometría de D. Benito Bails
- 1807. Memoria sobre la curvatura de las líneas
- 1812-1817. Tratado elemental de Matemáticas (3 volums)
- 1815. Compendio de mecánica práctica
- 1819. Compendio de matemàticas puras y mixtas (2 volums)
- 1825. Teoría de la lectura
- 1833. Tratado sobre el movimiento y la aplicación de las aguas

A part de moltes altres obres de caràcter elemental per a la didàctica de les matemàtiques.